# آرثر هاير
آرثر هاير (بالألمانية: Arthur Heyer)‏ هو رسام ألماني، ولد في 28 فبراير 1872 في Haarhausen ‏ في ألمانيا، وتوفي في 30 يوليو 1931 في بودابست في المجر.